# Антон Оливер
Антон Оливер (енгл. Anton Oliver; 9. септембар 1975) бивши је професионални новозеландски рагбиста. Као дечак је играо и на позицији чепа, али се после пребацио на талонера. Као капитен је предводио Ол блексе 2001. Његов отац Франк Оливер је такође био познати новозеландски репрезентативац. Играо је у првој лиги Новог Зеланда за Отаго, а у најјачој лиги на свету провео је 12 сезона, играјући за Хајлендерсе. Са 127 одиграних утакмица за Хајлендерсе убраја се у највеће легенде, овог тима из града Данидина. За Ол блексе је одиграо 59 утакмица, а повремено је био и капитен. Одрастао је на јужном острву Новог Зеланда, прошао је све млађе селекције Новог Зеланда, а за сениорску је дебитовао против Фиџија 1997. Антон је био део селекције Новог Зеланда на светском купу у Француској 2007. После овог великог такмичења, провео је две сезоне играјући за Тулон, где је и завршио каријеру. Одбио је понуде енглеских премијерлигаша, јер је више волео француску културу рагбија. 